# Zlatnik
 Ovo je glavno značenje pojma Zlatnik. Za istoimeno naselje kraj Višegrada pogledajte Zlatnik (Višegrad, BiH).
Zlatnik je novčić koji je uglavnom ili u cijelosti izrađen od zlata. Većina zlatnih kovanica iskovanih od 1800. sastoji se od 90–92% zlata (22 ‑ karata ), dok je većina današnjih zlatnih poluga čisto zlato.